# Џилијан Андерсон
Џилијан Ли Андерсон (енгл. Gillian Leigh Anderson; Чикаго, 9. август 1968) је америчка глумица, најпознатија по улози Дејне Скали (енгл. Dana Scully) агента Еф-Би-Ај у америчкој ТВ серији „Досије икс“ (енгл. The X-Files), као и по улози Леди Дедлок (енгл. Lady Dedlock) у Би-Би-Сијевој ТВ серији „Суморна кућа“ (енгл. Bleak House).

## Младост
Рођена је у Чикагу. Њени родитељи, Едвард и Роузмери Андерсон су енглеског, односно ирског порекла. Убрзо по њеном рођењу породица се сели у Порторико на петнаест месеци, а потом у Лондон. Када је имала једанаест година породица се сели у Мичиген где Андерсонова завршава средњу школу. Похађала је програм друштвених наука за надарене ученике. Због британског акцента и порекла, осећала се одбачено на америчком средњем западу тако да је стекла репутацију бунтовне тинејџерке.
Откривши дар за глуму почиње да наступа у средњошколским представа. Године 1990. завршава глумачку школу на чикашком универзитету Депол.

## Филмографија
| Улоге Џилијан Андерсон |                              |               |                        |          |
| Година                 | Српски назив                 | Изворни назив | Улога                  | Напомена |
| 2022.                  | Бледо плаво око              |               | Џулија Маркиз          |          |
| 2011.                  | Џони Инглиш: Поново рођен    |               | Памела Торнтон „Пегаз” |          |
| 2008.                  | Досије икс: Желим да верујем |               | Дејна Скали            |          |
| 2007.                  |                              |               |                        |          |
| 2006.                  | Последњи краљ Шкотске        |               |                        |          |
| 2005.                  |                              |               |                        |          |
| 2005.                  |                              |               |                        |          |
| 2005.                  |                              |               |                        |          |
| 2000.                  |                              |               |                        |          |
| 1997.                  |                              |               |                        |          |
| 1998.                  |                              |               |                        |          |
| 1998.                  | Досије икс                   |               | Дејна Скали            |          |
| 1998.                  |                              |               |                        |          |
| 1998.                  |                              |               |                        |          |
| 1992.                  |                              |               |                        |          |
| 1988.                  |                              |               |                        |          |
| 1986.                  |                              |               |                        |          |